# 世界女子排球锦标赛
世界女子排球錦標賽（英語：FIVB Volleyball Women's World Championship），是國際排球聯合會（FIVB）舉辦的國際性女子排球賽事，每兩年舉辦一次（2025年以前為四年一度），目前的參賽隊伍為32隊。世界排球錦標賽是國際排聯舉辦歷史最悠久的賽事，第一屆世界女排錦標賽於1952年在蘇聯莫斯科舉行。
目前的比赛形式包括在过去三年中在各大洲分別进行的资格賽阶段，以确定哪些球队有资格参加世界锦标赛。其後包括主辦國在内的32支球队在大约一个月的时间内争夺冠军头衔。
世界女子排球錦標賽至今已舉辦19屆，並誕生8隊冠軍国家队。其中奪冠最多者為蘇聯，共赢得5次冠軍。 其他冠军得主包括日本和古巴，各有3個冠軍頭銜；而中國、俄羅斯及塞爾維亞有2個冠軍頭銜；義大利和美國則各有1個冠軍頭銜。

## 歷史
世界排球錦標賽的歷史可以追溯到排球作為一項專業的高水準運動的開始。國際排聯在1947年成立後採取的第一個具體措施就是舉辦一個由來自不止一個洲份的國際比賽。1949年，世界男子排球錦標賽首次在捷克斯洛伐克布拉格舉行。那時，比賽仍然限制在歐洲。
三年後，開始舉辦世界女子排球錦標賽，與世界男排錦標賽一樣同步並擴大到包括來自亞洲的國家，並開始以4年為一個的周期舉行。在之後的錦標賽，逐漸加入來自南美洲，中美洲和北美洲的球队。
由於排球在1964年被加入到奧運項目中，所以在第四屆（1960年）後的兩年，1962年就舉辦第五屆，以便世界排球錦標賽可以和夏季奧運會交替進行。在1970年，來自非洲的隊伍也參加比賽，最初的目標是讓所有五個洲份聯盟的成員都可參加比賽也在這個時候基本達成。
多年來，參與錦標賽的隊伍數量發生了顯著變化。隨著排球的普及，由最初10隊，到20世紀90年代增加至16隊，最終在2002年之後定在24隊。今天，世界錦標賽已是國際排聯組織的最全面及最具規模的賽事，並且可以說是跟隨奧運會之後第二個重要的國際賽事。
1974年之前，比賽的東道國需同時舉辦男子和女子的比賽，除了1966/1967年的比賽，因為男子及女子的比賽在不同的年份舉行之外。但自1978年之後，這做法只是偶爾出現，例如1998年和2006年，兩屆的男子及女子的比賽均同時在日本舉辦。
2022年，首次由兩個國家共同協辦，在荷蘭及波蘭舉行，而波蘭亦是同時承辦男子和女子比賽的國家。2022年10月，國際排球聯合會宣布經行政委員會批准後，自2026年起男子世錦賽及女子世錦賽皆由現行的24隊擴增至32隊。賽制也調整為在第一階段分為8個小組、每組4隊進行循環賽，各組排名前兩名者晉級至16強。16強之後的賽制簡化為單淘汰賽，直至冠軍賽。
2023年6月22日，國際排球聯合會批准的《2025-2028排球賽事年曆》顯示，男子及女子排球世錦賽將改為每兩年舉行一次。改革後的第一屆排球世錦賽將於2025年舉行，參賽球隊將增加8隊至32支球隊，並採用全新的賽制。

## 賽制

### 舊制
| 聯合會                      | 名額        |
| --------------------------- | ----------- |
| CAVB（非洲）                | 2           |
| AVC（亞州和大洋洲）         | 4           |
| CEV（歐洲）                 | 8           |
| NORCECA（中北美洲和加勒比） | 6           |
| CSV（南美洲）               | 2           |
| 總計                        | 24 (22+H+C) |

| 聯合會                       | 名額        |
| ---------------------------- | ----------- |
| CAVB（非洲）                 | 2           |
| AVC（亞州和大洋洲）          | 2           |
| CEV（歐洲）                  | 2           |
| NORCECA（中北美洲和加勒比）  | 2           |
| CSV（南美洲）                | 2           |
| 尚未獲資格球隊之世界排名順位 | 12          |
| 總計                         | 24 (22+H+C) |

第一轮
24支球队分成4个小组（A組至D組），每个小组有6支球队。以循环赛方式竞争，每个小组前四名队伍将晋级到第二轮。排名第五的球队总排名第17，排名第六的球队总排名第21。
第二轮
晉級的16支球队分成2个小组（E組及F組），每个小组有8支球队。在第一輪A组和D组的球队进入E组，在第一輪B组和C组的球队在F组中竞争。每个球队都会与之前另一小组中未交手的球队竞争一次。本轮各小組前三名球队将晋级下一轮。第四，第五，第六，第七和第八名将分别排列总排名第7，第9，第11，第13和第15。
第三轮
本轮比赛中6支球队将分成2组（G組及H組），每组3支球队，其中上一轮的各小組第一名球队會确保在這輪每个小组的头号位置。每个小组以循环赛格式进行竞争。最後各小組首兩名共4支球队将参加半决赛，排名各小組第三的2支球队将参加第5及6名比赛。
決賽轮
上一輪G组和H组的第三名将参加第五及第六名的比赛。 G组的第一名将与H组的第二名进行竞争，如此類推。获胜者将挑战冠军赛，而败者则将参加季軍赛。

### 新制
參賽資格（最新）
| 取得資格途徑                                      | 名額        |
| ------------------------------------------------- | ----------- |
| 主辦國（H）                                       | 1           |
| 衛冕冠軍（C）                                     | 1           |
| 非洲女子排球錦標賽排名前三名（CAVB）              | 3           |
| 亞洲女子排球錦標賽排名前三名（AVC）               | 3           |
| 歐洲女子排球錦標賽排名前三名（CEV）               | 3           |
| 北美、中美和加勒比排球錦標賽排名前三名（NORCECA） | 3           |
| 南美洲排球錦標賽排名前三名（CSV）                 | 3           |
| 尚未獲資格球隊之世界排名順位                      | 15          |
| 總計                                              | 32 (30+H+C) |

預賽
32支球隊分成8個小組（A組至H組），每个小组有4支球隊。以循環賽方式競爭，各小组前二名球隊將晉級到決賽。小組排名第三的球隊总排名第24，小组排名第六的球队总排名第32。
決賽
從預賽晉級的16支球隊進行淘汰賽，經歷淘汰賽勝出的隊伍依序晉級至八強賽、準決賽。準決賽勝出的2支隊伍可晉級至冠軍賽爭奪冠軍獎盃，落敗的2支隊伍則進行季軍賽爭奪季軍。

## 歷屆成績
| 1952 詳細 | 蘇聯         | · 苏联     | 循環賽 | · 波蘭     | · 捷克斯洛伐克         | 循環賽 | · 保加利亚     | 8  |
| 1956 詳細 | 法國         | · 苏联     | 循環賽 | · 羅馬尼亞 | · 波蘭                 | 循環賽 | · 捷克斯洛伐克 | 17 |
| 1960 詳細 | 巴西         | · 苏联     | 循環賽 | · 日本     | · 捷克斯洛伐克         | 循環賽 | · 波蘭         | 10 |
| 1962 詳細 | 蘇聯         | · 日本     | 循環賽 | · 苏联     | · 波蘭                 | 循環賽 | · 保加利亚     | 14 |
| 1967 詳細 | 日本         | · 日本     | 循環賽 | · 美国     | ·                      | 循環賽 | · 秘魯         | 4  |
| 1970 詳細 | 保加利亞     | · 苏联     | 循環賽 | · 日本     | ·                      | 循環賽 | · 匈牙利       | 16 |
| 1974 詳細 | 墨西哥       | · 日本     | 循環賽 | · 苏联     | ·                      | 循環賽 | · 东德         | 23 |
| 1978 詳細 | 蘇聯         | · 古巴     | 3–0    | · 日本     | · 苏联                 | 3–1    | ·              | 23 |
| 1982 詳細 | 秘魯         | · 中國     | 3–0    | · 秘魯     | · 美国                 | 3–1    | · 日本         | 23 |
| 1986 詳細 | 捷克斯洛伐克 | · 中國     | 3–1    | · 古巴     | · 秘魯                 | 3–1    | · 东德         | 16 |
| 1990 詳細 | 中國         | · 苏联     | 3–1    | · 中國     | · 美国                 | 3–1    | · 古巴         | 16 |
| 1994 詳細 | 巴西         | · 古巴     | 3–0    | · 巴西     | · 俄羅斯               | 3–1    | ·              | 16 |
| 1998 詳細 | 日本         | · 古巴     | 3–0    | · 中國     | · 俄羅斯               | 3–1    | · 巴西         | 16 |
| 2002 詳細 | 德國         | · 義大利   | 3–2    | · 美国     | · 俄羅斯               | 3–1    | · 中國         | 24 |
| 2006 詳細 | 日本         | · 俄羅斯   | 3–2    | · 巴西     | · 塞爾維亞與蒙特內哥羅 | 3–0    | · 義大利       | 24 |
| 2010 詳細 | 日本         | · 俄羅斯   | 3–2    | · 巴西     | · 日本                 | 3–2    | · 美国         | 24 |
| 2014 詳細 | 義大利       | · 美国     | 3–1    | · 中國     | · 巴西                 | 3–2    | · 義大利       | 24 |
| 2018 詳細 | 日本         | · 塞爾維亞 | 3–2    | · 義大利   | · 中國                 | 3–0    | · 荷蘭         | 24 |
| 2022 詳細 | 荷蘭 / 波蘭  | · 塞爾維亞 | 3–0    | · 巴西     | · 義大利               | 3–0    | · 美国         | 24 |
| 2025 詳細 | 泰國         |            | –      |            |                        | –      |                | 32 |

### 主辦國統計
| 主辦次數 | 主辦國 |
| -------- | --- |
| 5        | 日本 (1967, 1998, 2006, 2010, 2018) |
| 3        | 苏联 (1952, 1962, 1978) |
| 2        | 巴西 (1960, 1994) |
| 1        | 法國 (1956) · 保加利亚 (1970) · 墨西哥 (1974) · 秘魯 (1982) · 捷克斯洛伐克 (1986) · 中国 (1990) · 德国 (2002) · 義大利 (2014) · 荷蘭 (2022)* · 波蘭 (2022)* · 泰國 (2025) |

* = 共同主辦

## 獎牌榜
| 排名                      | 国家 / 地区               | 金牌 | 銀牌 | 銅牌 | 总计 |
| ------------------------- | ------------------------- | ---- | ---- | ---- | ---- |
| 1                         | 苏联                      | 5    | 2    | 1    | 8    |
| 2                         | 日本                      | 3    | 3    | 1    | 7    |
| 3                         | 古巴                      | 3    | 1    | 0    | 4    |
| 4                         | 中國                      | 2    | 3    | 1    | 6    |
| 5                         | 俄羅斯                    | 2    | 0    | 3    | 5    |
| 6                         | 塞爾維亞                  | 2    | 0    | 0    | 2    |
| 7                         | 美国                      | 1    | 2    | 2    | 5    |
| 8                         | 義大利                    | 1    | 1    | 1    | 3    |
| 9                         | 巴西                      | 0    | 4    | 1    | 5    |
| 10                        | 波蘭                      | 0    | 1    | 2    | 3    |
| 11                        | 秘魯                      | 0    | 1    | 1    | 2    |
| 12                        | 羅馬尼亞                  | 0    | 1    | 0    | 1    |
| 13                        |                           | 0    | 0    | 2    | 2    |
| 13                        | 捷克斯洛伐克              | 0    | 0    | 2    | 2    |
| 15                        |                           | 0    | 0    | 1    | 1    |
| 15                        | 塞爾維亞與蒙特內哥羅      | 0    | 0    | 1    | 1    |
| 总计（共16个国家 / 地区） | 总计（共16个国家 / 地区） | 19   | 19   | 19   | 57   |

## 歷屆最有價值球員（MVP）得主
- 1952–78 – 未有頒發 [3]
- 1982 –  郎平（中华人民共和国）
- 1986 –  杨锡兰（中华人民共和国）
- 1990 –  Irina Parkhomchuk（苏联）
- 1994 –  蕾格拉·托雷斯（古巴）
- 1998 –  蕾格拉·托雷斯（古巴）
- 2002 –  埃莉萨·托古特（義大利）
- 2006 –  竹下佳江（日本）
- 2010 –  葉卡捷琳娜·加莫娃（俄罗斯）
- 2014 –  金伯利·希爾（美国）
- 2018 –  蒂雅娜·寶斯高域（塞尔维亚）
- 2022 –  蒂雅娜·寶斯高域（塞尔维亚）

## 外部連結
- FIVB （页面存档备份，存于）
- Volleyball World Championship History（页面存档备份，存于）